# 常德市第一中学
常德市第一中学是中华人民共和国湖南省著名重点中学、湖南省重点学校、全国现代教育技术实验学校。学校占地面积207亩，总建筑面积近8万平方米，固定资产3643万元。2002年学校总收入为2492万元，总支出为1991万元。图书馆藏书17万册，拥有价值1300万的多网合一的数字化校园，以及天文台、体育馆、艺术馆、校史馆等教学设施。

## 历史
1902年，维新人士熊希齡先生创建了西路师范讲习所，随后曾先后更名湖南省西路公立师范学堂、湖南省公立第二师范学校、湖南省第二师范学校、湖南省第二初级中学（1927年由常德府官立中学堂、常桃汉沅四县公立学堂、湖南省第二中学与湖南省第二师范学校合并组成）、湖南省立第三中学、湖南省立常德中学、湖南省立第四中学。1953年定名湖南省常德市第一中学。
学校现有教学班65个（含长怡实验中学），学生3900多人。教师185人，有特级教师3人，高级教师72人，中级教师52人，有全国优秀教师1人，全国单项先进个人5人，省级优秀教师6人，市优秀教师和优秀班主任11人，全国、省级青年骨干教师培养对象17人。

## 知名校友
知名人士蒋翊武、覃振、林伯渠、罗喜闻、粟裕、滕代远、廖汉生、李烛尘、辛树帜、翦伯赞、卓炯、曹庆泽、姚绍富、丁默邨等都是常德市第一中学的毕业生。

## 学生成绩
在校学生在各类竞赛中已取得国际、国家级奖89人次，省级奖516人次。其中国际金牌2枚，全国金牌3枚。学校先后被评为全国“活跃的中学生活”先进学校、全国现代教育技术实验学校、全国德育工作先进集体、全国中学贯彻学校体育工作条例优秀学校、湖南省园林式单位、湖南省文明卫生单位、湖南省绿色学校、湖南省青少年科技活动示范基地、湖南省艺术教育先进单位、湖南省培养优秀体育后备人才重点学校、湖南省初中数学奥林匹克竞赛先进集体、湖南省优秀家长学校等。2001年8月，学校成功地承办了全国中学生田径锦标赛。2005年暑期成功承办了全省中少年排球赛。

## 外部条目
- 常德市第一中学官方网站